# Giant Springs
Giant Springs er en stor kilde i Cascade County i staten Montana, USA. Kilden ligger i Giant Springs State Park, lidt nordøst for byen Great Falls på den østlige bred af Missouri-floden.
Kilden blev opdaget af Lewis og Clark i 1805 under deres ekspedition, der blandt andet skulle kortlægge det landområde, som USA havde købt af Frankrig i forbindelse med Louisiana-købet i 1803. 
Kilden, der ligger i en højde af 1.010 meter over havet, udleder omkring 7 m3 vand i sekundet eller omkring 25 millioner liter vand i timen (252 milliarder liter pr. år) fra sit udløb, der er ca. 65 meter i diameter. Dette betyder at den er klassificeret i den højeste kategori af kilder (kræver en udledning på mere end 2.800 liter i sekundet). 
Vandet, der er ca., 12o grader varmt kommer fra afsmeltet sne i bjergkæden Little Belt Mountains, knap 100 km fra kilden. Datering med radioistopi viser at det tager vandet ca. 2.900 år, at bevæge sig under jorden fra bjergene til kildens udspring. De vandledende lag mellem bjergene og kilden består af såkaldt Madison Kalksten. Giant Springs er dannet af en åbning i et stort grundvandsmagasin (Madison Aquifer), der ligger under 5 af USA's stater og 3 canadiske provinser. Selv om en del af vandet fra Little Belt Mountains udledes i Giant Springs, forbliver en del under jorden, og fortsætter til floder i Black Hills, Big Horn Mountains og andre steder. Selve grundvandsbassinet når overfladen i Canada. 
I dag aftappes en del af kildevandet og sælges som kildevand på flasker. En del af udledningen bruges til udklækning af ørredyngel og Roe River fører overskudsvandet fra kilden til Missouri-floden. Giant Springs State Park er den mest besøgte statspark i Montana.

## Eksterne links
- Om Giant Springs Statepark fra Go West Travel Guide (engelsk)

47°32′03″N 111°13′48″V / 47.5342°N 111.23°V